# Sinema

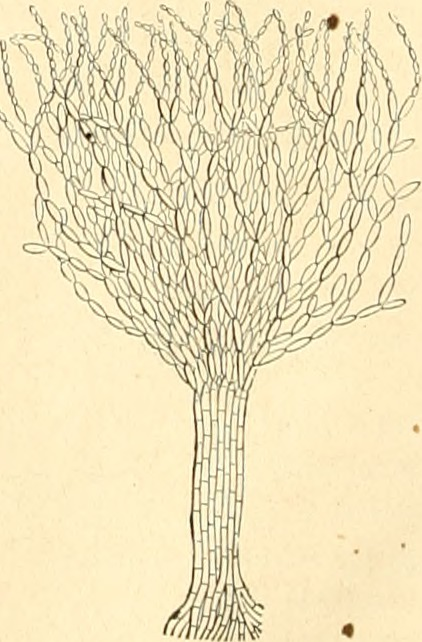
Dibuix esquemàtic d'un sinema de Coremium niveum.

Un sinema (prové del mot llatí syn, junts, i del mot grec nēma, fils) és un tipus de conidioma format per un grup més o menys compacte de conidiòfors erectes, de vegades fusionats en la base i oberts per l'extrem, els quals produeixen conidis en l'àpex i en els costats.